# Emanuel Baláš
Emanuel Baláš (31. července 1914 Křivé, dnes součást Valašského Meziříčí – 6. února 1966 Praha) byl český etnograf.

## Život
Studoval na gymnáziu ve Valašském Meziříčí a v Novém Jičíně, potom matematiku, fyziku, filozofii přírodních věd. Po válce na filozofické fakultě Karlovy univerzity v Praze se věnoval studiu filozofie, národopisu a religionistiky. Po studiích začal pracovat ve Státním fotoměřičském ústavu v Praze, kde vedl od r. 1947 národopisné oddělení a po jeho včlenění do Státního památkového úřadu v Praze vedl referát ochrany památek lidové architektury. V r. 1953 přechází do ČSAV v Praze, do Ústavu pro etnografii a folkloristiku při ČSAV, kde byl dlouholetým zástupcem ředitele.
Vědeckou práci zahájil studiem lidové architektury v r. 1950 a zařadil se v tomto oboru mezi přední naše i evropské badatele. Za léta shromáždil bohatý materiál o lidových stavbách v českých zemích, z něhož vytěžil řadu studií a pojednání. Zvýšenou pozornost věnoval také záchraně lidových stavebních památek. Provedl rozsáhlý vědecký průzkum o lidových stavbách na Novojičínsku. Zabýval se otázkami rozšíření polygonálních stodol, hrázděných a patrových domů s podvážkou ve středních Čechách a vývojem lidového stavitelství na Voticku. Napsal také články o pověrečném lékařství a zvěrolékařství na Valašsku, o valašských pověstech z Bystřicka, o lidovém řezbáři J. Randýskovi z Hrubé Lhoty a o původu moravských Valachů. Participoval na mapě památek lidového stavitelství v Atlasu československých dějin (Praha 1965).

## Publikační činnost
- Seznam děl v Souborném katalogu ČR, jejichž autorem nebo tématem je Emanuel Baláš

Je-li název „pohanství“ pro označení náboženství předkřesťanských Slovanů a j. nekřesťanských náboženství správný. In: Český lid, 2, č. 3 (1947), s. 53-54

Magie. In: Český lid, 2, č. 5 (1947), s. 95-96

Lidová architektura v rámci státní památkové péče. In: Český lid, 6, č.9-10 (1951), s. 214-221

Výstava modelů lidových staveb. In: Český lid, 40, č.3 (1953), s. 141-142

Theoretický a praktický význam studia lidových staveb. In: Český lid, 41 (1954), s. 145-149

Vesnické stavby v okrese Votickém. In: Český lid, 41, č.4 (1954), s. 156-168v
Ochrana památek lidové architektury. In: Zpravodaj památkové péče (1955)

O záchranu vesnických stavebních památek. In: Český lid, 47, č.6 ( 1960), s. 248-252

K problematice zřízení Muzea vesnických staveb v Československu. In: Český lid, 48, č. 5 (1961), s. 212-219

Mnohoboké stodoly v indikačních skicách stabilního katastru. In: Český lid, 51, č. 1 (1964), s. 33-43

Valašský lidový umělec Josef Randýsek. In: Český lid, 51, č. 1 (1964), s.61-62v

K problému vzniku a vývoje stodoly se zvláštním zřetelem k polygonálním stodolám v českých zemích. In: Český lid, 57, č.1 (1970), s. 5-15

Mnohoboké stodoly v indikačních skicách stabilního katastru. In: Demos, 6, s. 106

Oblasti hrázděné konstrukce a patrových domů s podvážkou na Mělnicku. In: Demos, 7, s. 50

Oblast čtyřbokých zděných usedlostí na Moravském Kravařsku.